# Primera División de baloncesto 1977-78
La temporada 1977-78 de la Liga Española de Baloncesto fue la vigésimo segunda edición de dicha competición. La formaron 12 equipos equipos, jugando todos contra todos a doble vuelta. Los dos últimos descendían directamente. Comenzó el 20 de noviembre de 1977 y finalizó el 30 de abril de 1978. El campeón fue por segunda vez el Club Joventut de Badalona, tras del título logrado en la Temporada 1966-67.

## Equipos participantes
| Equipo                    | Sede                    |
| ------------------------- | ----------------------- |
| FC Barcelona              | Barcelona               |
| Real Madrid CF            | Madrid                  |
| CB Areslux Granollers     | Granollers              |
| UDR Pineda                | Pineda de Mar           |
| CB Askatuak               | San Sebastián           |
| Club Joventut de Badalona | Badalona                |
| CB Cotonificio            | Badalona                |
| CD Manresa                | Manresa                 |
| CB Estudiantes            | Madrid                  |
| UE Mataró                 | Mataró                  |
| CB L'Hospitalet           | Hospitalet de Llobregat |
| CD Basconia               | Vitoria                 |

## Clasificación
| Pos. | Equipo                    | Pts. | PJ | G  | E | P  | GF   | GC   | Dif. | Clasificación o descenso             |
| ---- | ------------------------- | ---- | -- | -- | - | -- | ---- | ---- | ---- | ------------------------------------ |
| 1    | Club Joventut de Badalona | 60   | 22 | 20 | 0 | 2  | 2135 | 1823 | +312 | Clasificado para la Copa de Europa   |
| 2    | Real Madrid               | 57   | 22 | 19 | 0 | 3  | 2446 | 1781 | +665 |                                      |
| 3    | FC Barcelona              | 57   | 22 | 19 | 0 | 3  | 2185 | 1824 | +361 | Clasificado para la Recopa de Europa |
| 4    | CB Cotonificio            | 37   | 22 | 12 | 1 | 9  | 1908 | 1973 | −65  | Clasificado para la Copa Korać       |
| 5    | CE Manresa                | 28   | 22 | 9  | 1 | 12 | 1889 | 1989 | −100 |                                      |
| 6    | CB Askatuak               | 24   | 22 | 7  | 3 | 12 | 1833 | 1991 | −158 | Clasificado para la Copa Korać       |
| 7    | CB Estudiantes            | 25   | 22 | 8  | 1 | 13 | 2005 | 2054 | −49  |                                      |
| 8    | UDR Pineda                | 24   | 22 | 8  | 0 | 14 | 1968 | 2112 | −144 | Clasificado para la Copa Korać       |
| 9    | Areslux Granollers        | 22   | 22 | 7  | 1 | 14 | 1905 | 1993 | −88  | Clasificado para la Copa Korać       |
| 10   | CD Basconia               | 22   | 22 | 7  | 1 | 14 | 1781 | 2072 | −291 |                                      |
| 11   | UE Mataró                 | 19   | 22 | 6  | 1 | 15 | 1841 | 2034 | −193 | Descenso                             |
| 12   | CB L'Hospitalet           | 16   | 22 | 5  | 1 | 16 | 1760 | 2010 | −250 | Descenso                             |

 Fuente: Linguasport
| Campeón 1978      |
| ----------------- |
| Joventut Badalona |

## Máximos anotadores
| Pos. | Nombre           | Equipo | Puntos | Partidos | PPP  |
| ---- | ---------------- | ------ | ------ | -------- | ---- |
| 1.   | Essie Hollis     | ASK    | 860    | 21       | 41.0 |
| 2.   | Jack Schrader    | MAT    | 703    | 22       | 32.0 |
| 3.   | Bob Fullarton    | MAN    | 605    | 22       | 27.5 |
| 4.   | Kerry Davis      | HOS    | 592    | 22       | 26.9 |
| 5.   | Chicho Sibilio   | BAR    | 581    | 22       | 26.4 |
| 6.   | Wayne Brabender  | RMA    | 538    | 22       | 24.5 |
| 7.   | John Coughran    | RMA    | 536    | 22       | 24.4 |
| 8.   | Josean Querejeta | BAS    | 475    | 22       | 21.6 |